# Konstytucja Jugosławii (1963)
Konstytucja Jugosławii z 1963 roku – ustawa regulująca ustrój prawny Socjalistycznej Federacyjnej Republiki Jugosławii w latach 1963–1974.
Konstytucja z 1963 zastąpiła poprzednią jugosłowiańską konstytucję z 1953. Przyczyną uchwalenia nowej ustawy zasadniczej była konieczność reformy systemu gospodarczego wobec kryzysu jugosłowiańskiej gospodarki na początku lat 60. XX wieku. Kluczowym aspektem konstytucji była liberalizacja ustroju i podkreślenie samorządu zarówno w sferze gospodarki, jak i społecznej. W zakresie gospodarki w życie wprowadzono idee socjalizmu rynkowego (w kolejnym kroku, w 1965, przedsiębiorstwa otrzymały prawo zatrzymywania większości wypracowanych dochodów), państwowa kontrola nad gospodarką została znacznie osłabiona. Lokalne rady otrzymały kompetencje w zakresie ekonomii, ale także kultury, oświaty, opieki społecznej i ochrony zdrowia. Parlament (Skupsztinę) podzielono na Izbę Federalną oraz cztery izby o określonych kompetencjach. Zabroniono łączenia funkcji partyjnych i państwowych (wyjątek czyniąc tylko dla przywódcy Jugosławii Josipa Broz Tity), wprowadzono rotacyjność na stanowiskach rządowych. Rozszerzono prawa obywatelskie. Państwo otrzymało też nową nazwę: Socjalistyczna Federacyjna Republika Jugosławii.
W następnych latach do konstytucji wprowadzano kolejne poprawki, które zwiększały rolę władz poszczególnych republik związkowych Jugosławii, a zmniejszały rolę organów centralnych. W efekcie wśród przedstawicieli elit politycznych Jugosławii (w tym u przywódcy kraju Josipa Broz Tity) pojawiły się obawy, czy państwo nie rozpadnie się w wyniku postępującej liberalizacji i decentralizacji. Konsekwencją decyzji Tity były zmiany ustrojowe, które zalegalizowała nowa konstytucja z 1974.